# Nejrup Station
Nejrup Station er en dansk jernbanestation i Nejrup.
Nejrup
| Foregående station |  | Midtjyske Jernbaner                  |  | Efterfølgende station    |
| ------------------ |  | ------------------------------------ |  | ------------------------ |
| Klinkbymod Vemb    |  | Lemvigbanen Vemb - Lemvig - Thyborøn |  | Strandemod Thyborøn Havn |

|  | Denne artikel om stationen Nejrup Station kan blive bedre, hvis der indsættes et (bedre) billede. Du kan hjælpe ved at afsøge Wikimedia Commons for et passende billede eller uploade et godt billede til Wikimedia Commons iht. de tilladte licenser og indsætte det i artiklen. |

56°33′56″N 8°11′13″Ø / 56.56556°N 8.18694°Ø